# Spartaeus jianfengensis
Spartaeus jianfengensis är en spindelart som beskrevs av Song D., Chai I. 1901. Spartaeus jianfengensis ingår i släktet Spartaeus och familjen hoppspindlar. Inga underarter finns listade i Catalogue of Life.